# Île Scattery
L’île Scattery est une île de l’estuaire du Shannon. Elle est située à 5 kilomètres au sud-ouest de Kilrush, ville irlandaise du comté de Clare.

## Histoire
L’île Scattery est connue pour avoir été un lieu de pèlerinage des premiers chrétiens au VIe siècle, dans un monastère fondé par l’évêque et confesseur saint Senan, l’un des Douze apôtres de l'Irlande.
Il reste comme vestiges un oratoire, une cathédrale et six églises ou chapelles, ainsi qu’une tour ronde de plus de 36 mètres de haut, l’une des plus hautes d’Irlande. Un diocèse y a été établi (sous le nom d'Inis Cathaig) à la suite du synode de Ráth Breasail en 1111. Il devient suffragant de l’archidiocèse de Cashel et Emly en 1152. 
Ce siège épiscopal disparut en 1467 à la mort de l’évêque Johne Grene intronisé en 1447, mais le souvenir en subsiste sous la forme d’un titre. L’évêque qui le porte actuellement, l’évêque d’Inis Cathaig, est Josef Graf, évêque auxiliaire de Ratisbonne.
L'île possède aussi un phare, marquant l'estuaire du Shannon.

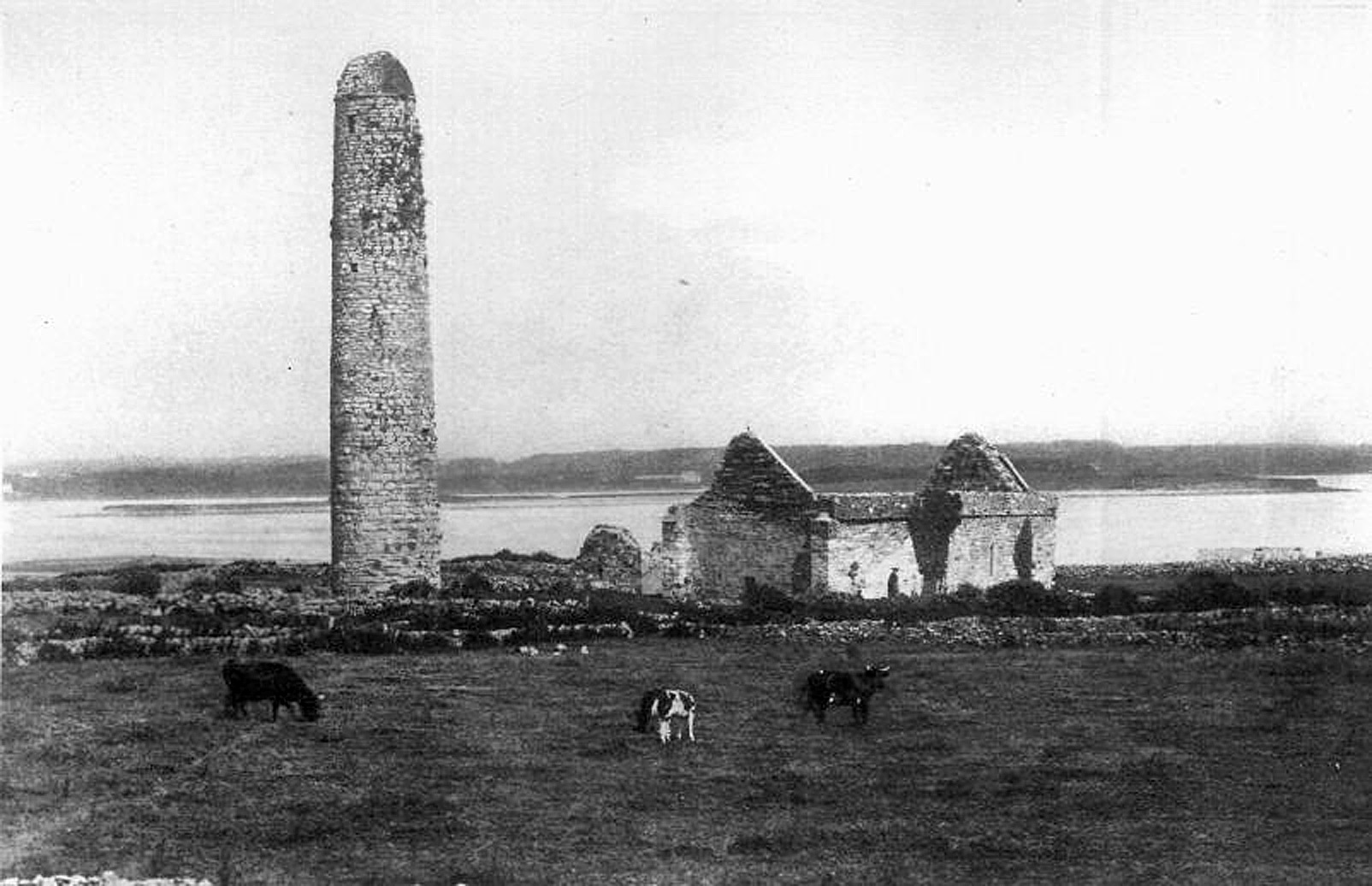
Les ruines du monastère en 1902.
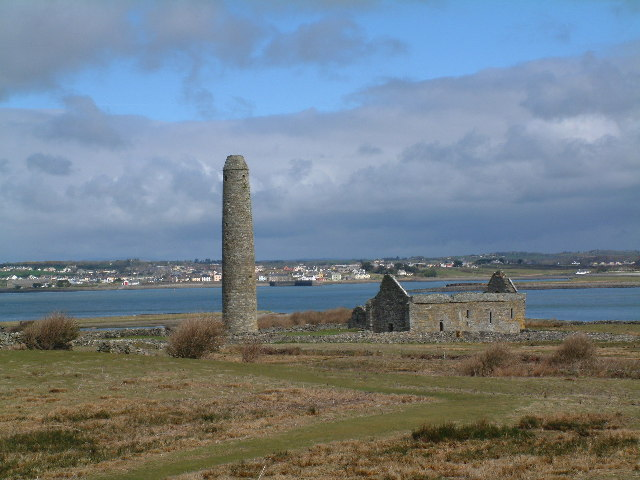
Les ruines aujourd’hui.